# Slavne (Slavne), Rozdolne
Slavne (în ucraineană Славне) este localitatea de reședință a comunei Slavne din raionul Rozdolne, Republica Autonomă Crimeea, Ucraina.

## Demografie
Componența lingvistică a localității Slavne
     Rusă (77,18%)
     Ucraineană (16,48%)
     Tătară crimeeană (4,36%)
     Belarusă (1,03%)
     Alte limbi (0,32%)
Conform recensământului din 2001, majoritatea populației localității Slavne era vorbitoare de rusă (77,18%), existând în minoritate și vorbitori de ucraineană (16,48%), tătară crimeeană (4,36%) și belarusă (1,03%).